# Lune bleue (astronomie)
Pour les articles homonymes, voir Lune bleue.

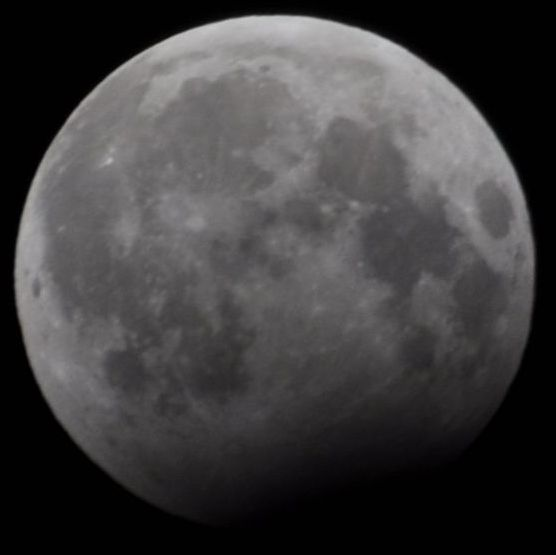
Éclipse de Lune du 31 décembre 2009, lors de la deuxième pleine lune du mois.

Une lune bleue est une pleine lune « supplémentaire » qui se produit lorsqu'une année comporte 13 pleines lunes, au lieu de 12 lors d'une année habituelle. L'adjectif « bleu » ne signifie pas pour autant que la lune prenne une teinte particulière lors du phénomène. Ce n'est pas un terme scientifique, mais une transcription d'une expression populaire en anglais.

## Étymologie
Le terme de « lune bleue » est un calque de l'expression anglaise « blue moon ». L'origine de cette expression n'est pas connue. Son plus ancien usage attesté se trouve dans un dépliant de 1528 attaquant violemment le clergé britannique intitulé Rede Me and Be Not Wrothe : « If they say the moon is blue / We must believe that it is true » (« s'ils prétendent que la lune est bleue, nous devons croire que c'est vrai »).
Le terme se retrouve dans l'expression anglaise « once in a blue moon », qui correspond à l'expression française « tous les trente-six du mois » et désigne quelque chose qui survient très rarement ou jamais.

## Terminologie
Suivant les interprétations, la lune bleue désigne des pleines lunes différentes :
- La 13e pleine lune d'une année.
- Le Farmers' Almanac, un almanach nord-américain paraissant depuis le début du XIXe siècle, définit une lune bleue comme une pleine lune supplémentaire se produisant lors d'une saison. Une saison standard possède trois pleines lunes. Si une saison en possède quatre, alors la troisième pleine lune est désignée lune bleue.
- Un usage récent définit la lune bleue comme la seconde pleine lune d'un mois calendaire. Cette interprétation proviendrait d'une erreur publiée dans l'édition de mars 1946 de Sky & Telescope, un périodique américain d'astronomie amateur[2].

## Fréquence
La durée entre deux pleines lunes consécutives est de 29,5 jours. Pendant une année, il se produit donc en général 12 pleines lunes, approximativement une par mois, mais une année calendaire contient environ 11 jours de plus qu'un cycle lunaire de 12 lunaisons. Ces jours additionnels s'accumulent et une pleine lune additionnelle se produit tous les deux ou trois ans (7 fois lors du cycle métonique de 19 ans).
Dates des lunes bleues entre 2009 et 2019 :
- En considérant la lune bleue comme la 13e pleine lune d'une année : 2009, 2012, 2015 et 2018.
- En considérant la lune bleue comme la troisième lune d'une saison qui en compte quatre (interprétation du Farmers' Almanac) : 21 novembre 2010, 21 août 2013 et 21 mai 2016[réf. nécessaire].
- En prenant la deuxième pleine lune d'un même mois comme lune bleue[3] : 31 décembre 2009, 31 août 2012, 31 juillet 2015 et 31 janvier 2018.

Février ne comportant que 28 jours lors d'une année non bissextile, il peut arriver qu'il ne se produise aucune pleine lune pendant ce mois. Il est donc possible de rencontrer une année avec 13 pleines lunes sans aucune en février, c'est-à-dire que deux mois de l'année possèdent deux pleines lunes. Une telle « double lune bleue » se produit en janvier et mars, en janvier et avril, ou en janvier et mai, environ quatre fois par siècle. Le phénomène s'est produit en 1961, en 1999 et en 2018 (pleines lunes des 2 et 31 janvier, et des 2 et 31 mars). Il est également possible qu'un mois de février ne possède aucune pleine lune, mais que la lune bleue précédente ne se produise pas en janvier, mais en décembre de l'année précédente.